# Martin Armstrong
Martin Donisthorpe Armstrong, né le 2 octobre 1882 à Newcastle upon Tyne et mort le 24 février 1974, est un romancier et poète britannique.

## Biographie
Armstrong naît en 1882 dans une famille bourgeoise. Sa grand-mère maternelle est une cousine du poète William Wordsworth. Il passe une enfance heureuse, qu'il décrit en 1938 dans son autobiographie, Victorian Peep-Show. Il effectue ses études secondaires à Charterhouse et ses études supérieures à Pembroke College, Cambridge, dont il sort avec un diplôme de sciences mécaniques. Il travaille pendant deux ans dans un cabinet d'architectes, avant d'effectuer un voyage en Italie où il rencontre l'écrivain américain Conrad Aiken, avec qui il se lie d'amitié.
Il publie son premier recueil, Exodus and other poems, en 1912. Lors de la Première Guerre mondiale, il s'engage dans la British Army et sert comme simple soldat dans le régiment des Artists' Rifles. En 1915, il devient officier dans le Middlesex Regiment. Il est envoyé en 1917 sur le front français, où il reste jusqu'à l'armistice du 11 novembre 1918. À son retour, il renoue avec une carrière de journaliste littéraire et d'auteur de romans et nouvelles.
En 1929, il épouse Jessie McDonald, récemment divorcée de Conrad Aiken. Il assure l'éducation des trois enfants issus du premier lit : John, Joan et Jane. Le couple a lui-même un enfant, David, né en 1931.

## Œuvres
- Exodus (1912) poèmes
- Thirty New Poems (1918)
- Lady Hester Stanhope (1920) biographie
- The Buzzards and Other Poems (1921)
- The Poetry of George Meredith (1921)
- The Puppet Show (1922) récits
- Jeremy Taylor, A selection from his works (1923) éditeur
- The Foster-Mother (s.d.)
- The Bazaar and Other Stories (1924)
- The Goat and Compasses (1925) roman
- Desert, a Legend (1926) roman
- The Stepson (1927) roman
- Sir Pompey and Madame Juno (1927) récuts
- Saint Hercules and Other Stories (1927), illustré par Paul Nash
- St. Christopher's Day (1928) roman
- Portrait of the Misses Harlowe (1928) récit
- The Three-Cornered Hat (1928) traduction
- Laughing (1928) essai
- The Sleeping Fury (1929) roman
- The Bird-catcher and other poems (1929)
- The Fiery Dive and Other Stories (1929)
- Adrian Glynde, A Novel (1930)
- Collected Poems (1931)
- Blind Man's Mark (1931)
- The Paintbox, "How and Why" série (1931)
- The Romantic Adventures of Mr. Darby and of Sarah his Wife (1931) roman
- The Fothergill Omnibus (1931) anthologie
- Lover's Leap (1932)
- Fifty-four Conceits: A Collection of Epigrams and Epitaphs Serious and Comic (1933)
- General Buntop's Miracle and Other Stories (1934)
- The Major Pleasures of Life (1934) anthologie
- Venus Over Lannery (1936) roman
- A Case of Conscience and Other Tales (1937)
- Spanish Circus: Charles IV of Spain (1937)
- The Snake in the Grass (1938) roman
- Victorian Peep-Show (1938) autobiographie
- Simplicity Jones and Other Stories (1940)
- Chichester Concert (1944) ode
- George Borrow (1950)
- Selected Stories (1951)
- The Crumb for the Bird (1970)